# Dacus sphaeroidalis
Dacus sphaeroidalis är en tvåvingeart som först beskrevs av Mario Bezzi 1916.  Dacus sphaeroidalis ingår i släktet Dacus och familjen borrflugor. Inga underarter finns listade i Catalogue of Life.